# Виленский военный листок
Виленский военный листок — газета, издавалась штабом Виленского военного округа с 1906 по 1915 год.
Редактор — полковник Генерального штаба В. Т. Федоренко. С начала 1906 года выходила 2 раза в неделю; допускалась подписка и на 1/4 года для нижних чинов (50 копеек). Задача газеты: «Могущественная и сильная духом армия может создаться и существовать только при беспрекословном послушании воле Верховного Вождя, бесконечной любви к своей Родине — России и при полном объединении всех её чинов».